# Veřejná ekonomie
Veřejná ekonomie, též nazývaná ekonomie veřejného sektoru, je teoretická vědní disciplína, která vznikla v průběhu 20. století. Oblastí zkoumání veřejné ekonomie je část národního hospodářství, ve které se ve prospěch společnosti uplatňuje kolektivní spolupráce. Ta vzniká buď na principu donucení vyšší autoritou (státem), nebo na základě dobrovolnosti.
Veřejná ekonomie se zabývá vlivem daní a veřejných výdajů na národní hospodářství, zda jsou zdroje ve veřejném sektoru alokovány efektivně, co je příčinou veřejných výdajů a jakým způsobem rozhodovat o jejich vynakládání, či jakou roli by měla zastávat vláda.
Na teoretický základ veřejné ekonomie navazují aplikované vědní disciplíny. Je to zejména ekonomika veřejného sektoru, veřejné finance či ekonomika neziskových organizací. Ekonomika veřejného sektoru poté navazuje na teoretické poznatky veřejné ekonomie a zkoumá zákonitosti fungování jednotlivých odvětví veřejného sektoru, strukturu těchto odvětví či procesy a vazby mezi institucemi veřejného sektoru, včetně vztahů těchto institucí s dalšími ekonomickými subjekty.

## Základní ekonomické otázky
Veřejná ekonomie se zabývá základními ekonomickými otázkami a snaží se na ně najít odpovědi. Mezi tyto otázky patří: 
- „Co se má produkovat?“ - veřejná ekonomie zkoumá, jaké statky a v jakém množství mají být produkovány. Týká se to zejména volby mezi produkcí statků soukromých a veřejných, dále se ale bere v potaz i kvalita těchto statků a kolik finančních prostředků by se mělo na jednotlivé statky vynaložit. Problémem je ovšem omezenost zdrojů, tedy omezenost produkčního potenciálu země, který znázorňuje hranice produkčních možností. [3] Na hranici produkčních možností se nacházejí různé kombinace dvou druhů statků, v tomto případě veřejných a soukromých, které lze efektivně vyrobit za dané technologie a při dostupných zdrojích. Každé rozhodnutí zvýšit produkci veřejných statků znamená snížit produkci a následnou spotřebu statků soukromých a naopak. [4]
- „Jak se má produkovat?“ - další otázkou, kterou se veřejná ekonomie zabývá, je jakým způsobem, jakou technologií a kým mají být statky vyrobeny. Jde tedy o volbu, zda bude statky produkovat sektor veřejný, sektor soukromý nebo dojde ke spolupráci těchto sektorů. [3] Detailněji se zkoumá, jestli se vyplatí využívat více kapitálu a méně pracovní síly nebo naopak, zda využívat energeticky úsporné technologie, ale i jestli nebude docházet ke znečišťování životního prostředí. [4]
- „Pro koho produkovat?“ - třetí otázkou, kterou se veřejná ekonomie snaží vyřešit, je, čí potřeby mají být uspokojeny prostřednictvím produkovaných statků, tedy kdo z nich bude mít prospěch. S touto otázkou souvisí také problematika redistribuce. [3] Řeší se tedy i daňové zatížení a jeho vliv na obyvatele, či jakým způsobem nastavit sociální programy. [4]Základní ekonomické otázky ve veřejné ekonomii

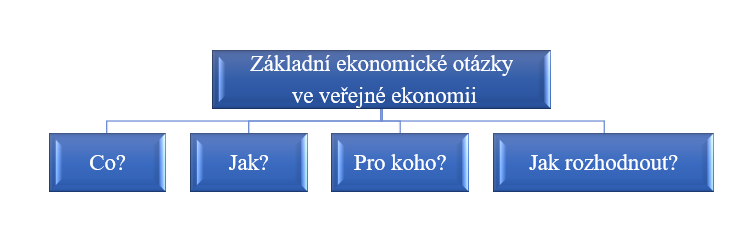
Základní ekonomické otázky ve veřejné ekonomii

- „Jak se mají přijímat rozhodnutí o produkci?“ - poslední otázka, kterou řeší veřejná ekonomie, je jakým způsobem by se mělo rozhodovat o produkci veřejných statků. Jde tedy o rozhodnutí, jakým způsobem budou přijímána kolektivní rozhodnutí.[3] Tato otázka je ale velice složitá, protože se jednotlivci často neshodnou v tom, co je žádoucí. Každý jednotlivec preferuje jiné statky, ale ve volbě o produkci kolektivních statků musí dojít k vzájemnému konsenzu. [4]

## Veřejná ekonomie a tržní selhání
Veřejná ekonomie se dále zabývá problematikou tržního selhání. Tržní selhání může být definováno jako rozdělování zdrojů, které nesplňuje podmínku paretovské optimality. Mezi příčiny těchto selhání trhu patří například přirozené monopoly, nedokonalé informace, externality, nekomplexní trhy, veřejné statky nebo tržní síla.
Pokud dochází k významnému odchýlení od pareto-optimální alokace zdrojů, veřejná ekonomie by měla navrhnout optimální řešení pro nápravu vzniklých tržních selhání. Mezi praktické příklady jednotlivých řešení patří například zavedení právních opatření proti nedokonalým informacím, jako je možnost odstoupit od kupní smlouvy nebo nutnost uvádět ceny zboží či složení výrobků na etiketách. V rámci monopolů je to určitá regulace prostřednictvím antimonopolních zákonů, výběrová řízení u přirozených monopolů, veřejné vlastnictví monopolů či jejich veřejná regulace. Externality lze řešit prostřednictvím podpory pozitivních externalit (pigouovské dotace, legislativní nástroje podporující produkci pozitivních externalit) a regulací nebo zákazem externalit negativních (pigouovské daně, regulační nástroje, legislativní nástroje zakazující produkci negativních externalit). V případě nekomplexních trhů může stát například vytvořit systém sociálního zabezpečení a tím pokrýt chybějící nabídku a uspokojit celou poptávku.
Mnoho tržních selhání například ve zdravotnictví se projevilo, když v roce 2020 vypukla pandemie covidu-19. Po celém světě byl nedostatek zdravotnického materiálu, očkovacích vakcín, osobních ochranných prostředků a dalších zdravotnických potřeb. V rámci veřejné ekonomie mělo být zjištěno, jak efektivně zasáhnout a tržní selhání minimalizovat. Státy potom na základě těchto zjištění například stanovovaly cenové stropy u některých zdravotnických materiálů či poskytovaly určité statky zdarma. 

## Efektivnost a transakční náklady
Veřejný sektor by měl optimálně hospodařit efektivně. Efektivnost je určitý vztah mezi vstupy a výstupy, přičemž je zde požadavek vytvořit co nejvyšší možný výstup s využitím co nejmenšího množství vstupů.  Takovéto hospodaření je pro veřejný sektor ale velmi složité. Dochází totiž ke stále vyššímu poskytování veřejných statků a služeb s nižšími veřejnými výdaji. Proto je důležité poskytovat tyto veřejné statky a služby nákladově efektivním způsobem.
Problémem je vznik transakčních nákladů, které samy o sobě snižují právě efektivnost. Jakmile bude zavedeno nějaké opatření, vždy se s tím pojí určité transakční náklady. Snížení těchto nákladů může pozitivně ovlivňovat určité makroekonomické ukazatele, jako je například veřejný dluh.